# Joffre Lleal
Joffre Lleal Ronda (Badalona, 3 agosto 1971) è un ex cestista spagnolo, professionista nella Liga ACB.

## Palmarès
- Liga catalana: 1

Joventut Badalona: 1994